# Travail étudiant
Un travail étudiant est un emploi occupé par un étudiant.

## Historique
En France, le travail étudiant est d'abord vu comme nuisible à la réussite universitaire, tandis qu'aux États-Unis il est vu comme une opportunité de se forger un caractère travailleur. En France, dans les années 1970, l'idée de la professionnalisation des études s'impose et banalise le travail étudiant, qui se transforme en priorité politique dans les années 2000 avec une réelle injonction au job étudiant ou stage.
Aux États-Unis, la proportion de lycéens qui travaillent à temps partiel double entre les années 1950 et les années 1998, un phénomène considéré comme presque exclusivement américain.

## Démographie
En France, les enfants d'ouvriers ont davantage recours au travail étudiant que les enfants de cadres. Ils occupent plus d'activités non liées aux études, tandis que les enfants de classes plus aisées trouvent des postes plus qualifiés et plus occasionnels qui sont en lien avec leurs formations. Le travail étudiant est le plus répandu en lettres et sciences humaines et le plus rare en classe préparatoire aux grandes écoles et en études de santé. En 2018, les étudiants français déclarent travailler en moyenne 50 jours par an ; le travail étudiant considère 46% des étudiants français.

## Types d'emplois
Le travail étudiant peut être alimentaire, souvent provisoire, ou en rapport avec les études et souvent vu comme un tremplin pour la carrière,. Ainsi, certains emplois étudiants créent une pré-socialisation dans le monde du travail tandis que d'autres sont une première étape vers la précarité s'ils s'accompagnent d'un arrêt des études.
L'emploi occupé est souvent à temps partiel. Les études sont parfois aménagées pour mieux correspondre aux disponibilités des salariés.

### Amélioration du niveau de vie
Pour beaucoup d'étudiants, le travail en parallèle des études permet d'améliorer leur niveau de vie et d'assurer leur indépendance financière vis-à-vis de leur famille.

### Expérience professionnelle
Les jobs étudiants peuvent permettre d'acquérir une expérience professionnelle qui pourra être valorisée sur le marché du travail. Certains étudiants souhaitent également gagner une expérience concrète, estimant que le système éducatif traditionnel ne les prépare pas suffisamment au monde du travail.

## Conséquences

### Sur les études
La causalité du lien entre travail étudiant et décrochage universitaire n'est pas évidente. Deux théories principales s'affrontent, la première voulant que le travail complète les études, la seconde qu'il les cannibalise.

#### Abandon des études
La plupart des analyses soulignent qu'une durée excessive du travail pousse à l'abandon des études. Dans certains cas, c'est l'inverse et l'échec scolaire conduit à substituer un emploi plus valorisant aux études.
Le fait d'avoir un emploi cause moins d'abandon des études si le travail occupé est plus intense, ce qui est généralement associé au fait d'être de classe sociale moins favorisée. Les étudiants qui travaillent en ayant moins besoin de soutien financier ou pour d'autres raisons que le soutien financier tendent à abandonner leurs études plus souvent que ce premier groupe.

#### Impact sur les notes
Une méta-analyse de 69 études montre que les conséquences du travail étudiant sur les notes académiques vont de très négatifs à positifs. Cette variance est surtout expliquée par les biais de l'éditeur et par la prise en compte ou non de l'endogénéité. 
En 2018, une étude sur des étudiants français montre que 17% d'entre eux considèrent que leur travail peut avoir un impact négatif sur leurs résultats académiques. Il semble qu'un emploi à temps partiel n'ait pas de conséquences négatives significatives sur les résultats, mais qu'un emploi à temps plein nuit aux résultats académiques.

### Sur le marché du travail
Les étudiants sont une main d'œuvre qualifiée et bon marché, ce qui déstabilise les salariés plus installés, d'autant plus que le caractère provisoire de leur emploi rend plus difficile l'action collective de type syndical.

### Compétences
Les étudiants travailleurs tendent à avoir des meilleures compétences sociales et interpersonnelles et à obtenir de meilleurs premiers emplois que ceux qui n'ont pas travaillé pendant leurs études.

### Énergie et stress
Les étudiants à plein temps avec un travail supplémentaire à temps partiel souffrent plus du stress que les étudiants à temps plein sans emploi ou les étudiants à temps partiel avec des emplois à plein temps. Cela semble lié à un manque de tissu social pour les soutenir.

## Encadrement et législation
Dans certains pays, les jobs étudiants sont encadrés : en France, il est par exemple impossible de travailler plus de 475 heures par an dans le cadre de ces postes.